# Gram Parsons
Gram Parsons, született Ingram Cecil Connor III (1946. november 5. – 1973. szeptember 19.), amerikai énekes, dalszerző, gitáros és zongorista. Parsons dolgozott szólóban, továbbá az International Submarine Band, a The Byrds és a The Flying Burrito Brothers együttesek tagjaként. Zenei stílusa – ahogy ő nevezte, a „Kozmikus Amerikai Zene” – a country, a rhythm and blues, a soul, a folk és a rock egyfajta elegye volt.
Parsons mindössze 26 évesen hunyt el 1973-ban, kábítószertúladagolásban. Lemezeit a kritikusok nagyra becsülték, de kereskedelmi sikereket nem ért el. Kiemelkedő alkotásának a halálát követő évben megjelent Grievous Angel című második albumát tartják. Parsons rövid pályafutása nagy hatással volt a country és rock zenére, a nevéhez kötik a country rock és az alt-country zenei stílusok megteremtését. A Rolling Stone magazin „Minden idők 100 legnagyobb előadója” listáján a 87. helyen szerepel. 2003-ban megkapta az Americana Music Association „President's Award” díját.

## Diszkográfia
International Submarine Band
- Safe at Home (1968)

The Byrds
- Sweetheart of the Rodeo (1968)

Flying Burrito Brothers
- The Gilded Palace of Sin (1969)
- Burrito Deluxe (1970)

Gram Parsons szóló
- GP (1973)
- Grievous Angel (1974)

## Fordítás
- Ez a szócikk részben vagy egészben  a   Gram Parsons című angol Wikipédia-szócikk fordításán alapul.  Az eredeti cikk szerkesztőit annak laptörténete sorolja fel. Ez a jelzés csupán a megfogalmazás eredetét és a szerzői jogokat jelzi, nem szolgál a cikkben szereplő információk forrásmegjelöléseként.